# Bokanjac
Bokanjac je naselje u sastavu Grada Zadra u Zadarskoj županiji.

## Zemljopis
Naselje je u sastavu grada Zadra. Nalazi se na sjevernom rubu grada, na brdu nadmorske visine od 88 metara. 

## Uprava
Upravno pripada gradu Zadru od nezavisnosti Hrvatske. Do nezavisnosti Hrvatske bio je zasebno selo. 

## Povijest
Prvi pisani spomen imena Bokanjac datira iz 906. godine. Kroz povijest zvao se još i Vrljica ili Ovrljica te Bokanj Studenac na bunaru.
Mlečani 1409. godine podižu novu crkvu na Bokanjcu posvećenu sv. Šimunu pravedniku. Postoji sumnja oko točne godine izgradnje. Crkva je uništena godine 1646. u spaljivanju sela sa strane Mlečana u ratu protiv Turaka, zbog strateškog položaja na brdu iznad Zadra. Deset godina selo nije bilo stalno naseljeno što potvrđuje izostanak zapisa u Matici vjenčanih od 1646. do 1655. godine.
1656. godine selo se obnavlja na petstotinjak metara udaljenom brdu te je "staro selo" ostalo upamćeno upravo pod tim imenom.

## Povijest župe
Prva poznata crkva na Bokanjcu bila je posvećena sv. Korneliju i Ciprijanu te se nalazila istočno od današnjeg položaja naselja, te se i danas to područje kolokvijalno naziva Čubrijan iako je sasvim točna lokacija crkve izgubljena. Godina njene izgradnje također nije poznata iako župom postaje 1349. godine te dobiva ime po bratovštini sv. Ciprijana.
Današnja crkva je izgrađena 1658. godine na ruševinama crkve sv. Šimuna pravednika. Njen današnji oblik potječe iz 1769. godine kada se prvi put spominje posvećenje apostolima sv. Šimunu i Judi Tadeju. Zbog nedorečenih izvora moguće je i vjerojatno da je crkva sv. Šimuna pravednika ipak bila obnovljena poslije spaljivanja i u službi do 1769. godine i gradnje nove crkve sv. Šimuna i Jude Tadeja na istom mjestu. Uokolo crkve nalazilo se groblje sve do 1960.-tih godina kada su grobovi premješteni i groblje zacementirano. 
Mise su održavane na hrvatskom jeziku sve do 1869. godine kada je hrvatski zamijenjen latinskim jezikom.
- 906. Zadarski prior Fascolo ostavlja crkvi sv. Krševana 200 unca zlata i raznu skupocjenu opremu od svile, vune i konoplje, a opatu ostavlja jedan posjed u Bokanjcu...
- 1223. Ugovor o pašnjaku sv. Grisogona ...ad puteum Boccani...
- 1279. – 1289...Micha de Scolutar daje u najam zemlju kod ...ad Bocan studenac, de quirina Mauri Grisogono...
- 1293. 8. travnja  u testamentu Stjepana de Blasio, spominje se posjed njegove žene Stane Varikaše .ad Sanctum Cipriano...
- 1300. 26. travnja ... ad Ciprianum II iuuenchos (?)...
- 1306. 15. lipnja ...U oporuci Radoslava Fabera spominje se vinograd ... positam ad Sanctum Cipriani super terra archiepiscopatus Iadrensi...
- 1317. 3. srpnja ...Donacija Franciscu Nostrogni od strane Marinusa filius de Vrsuline...totam unam meam vineam positam in confiniom Saneti Cipriani de Monte, super terram heredum Dragi de Nostrogna...
- 1318. 22. veljače ...o posjedu Damjano Stani de Varicassis ... posite ad sanctum Cipriani...
- 1318. 7. ožujka ...Deminach Logoda olim Bratoslaui, uilanus Madij Varikassis ad puteum Bocani...
Veliko i srednje zvono su doneseni u Bokanjac za vrijeme drugog svjetskog rata sa zvonika sv. Krševana u Zadru. Veliko zvono ima promjer 70 cm dok srednje zvono ima promjer 60 cm te imaju iste natpise i simbole. Lijevani su u Padovi 1931. godine dok je manje mrtvačko zvono promjera 50 cm lijevano u Splitu 1898. godine
Zvonik i zvona su bili jako oštećeni tijekom Bitke za Zadar u sklopu Domovinskog rata, te je zvonik obnovljen 1994. godine.
1995. su ugrađena tri nova zvona lijevana u Zagrebu.
| Popis župnika | Popis župnika | Popis župnika       | Popis župnika | Popis župnika | Popis župnika         | Popis župnika | Popis župnika | Popis župnika      |
| Redni broj    | Godina        | Ime                 | Redni broj    | Godina        | Ime                   | Redni broj    | Godina        | Ime                |
| ------------- | ------------- | ------------------- | ------------- | ------------- | --------------------- | ------------- | ------------- | ------------------ |
| 1.            | 1401. – 1403. | Ratko Meglanić      | 29.           | 1737. – 1742. | Jive Dražić           | 57.           | 1921. – 1927. | Blaž Karavanić     |
| 2.            | 1403.-        | Petar               | 30.           | 1742. – 1744. | Nikola Belić          | 58.           | 1927. – 1930. | Ante Zerboni       |
| 3.            | 1421. – 1432. | Karin               | 31.           | 1744. – 1747. | Šime Dragovčić        | 59.           | 1930. – 1931. | Andrija D’antoni   |
| 4.            | 1437. – 1473. | Brajko Hranišić     | 32.           | 1747. – 1749. | Lovre Uglješić        | 60.           | 1931. – 1932. | Federik Pensa      |
| 5.            | 1448.-        | Jurica              | 33.           | 1749. – 1755. | Šime Grdović Ivanov   | 61.           | 1932. – 1932. | Bartolomeo Vidov   |
| 6.            | 1478.-        | Jure Markov Karinić | 34.           | 1755. – 1759. | Jive Šulić            | 62.           | 1932. – 1933. | Vladimir Baricelli |
| 7.            | 1533.-        | Cvitan Velislavić   | 35.           | 1759. – 1765. | Šime Garković         | 63.           | 1933. – 1934. | ? Calebota         |
| 8.            | 1603.-        | Simeon Zelenchovich | 36.           | 1765. – 1774. | Ante Šegota           | 64.           | 1934. – 1935. | Marko Rosseti      |
| 9.            | 1623. – 1636. | Marko Belić         | 37.           | -1787.        | Šime Ivanov           | 65.           | 1935. – 1936. | Ivan Budinić       |
| 10.           | 1637. – 1645. | Šimun Fatović       | 38.           | 1774. – 1811. | Ante Peštić           | 66.           | 1936. – 1937. | Ante Antonelli     |
| 11.           | 1645. – 1646. | Šimun Lisičić       | 39.           | 1812. – 1827. | Martin Peštić         | 67.           | 1937. – 1940. | Ante Chersini      |
| 12.           | 1656. – 1665. | Juraj Radinić       | 40.           | 1815.-        | Ante Peović           | 68.           | 1940. – 1944. | Nikola Musić       |
| 13.           | 1666. – 1668. | Mihovil Božičević   | 41.           | 1828. – 1860. | Mijo Panović          | 69.           | 1944. – 1944. | Krsto Jelinić      |
| 14.           | 1669. – 1690. | Jerolim Šangulin    | 42.           | 1860. – 1863. | Marko Mirković        | 70.           | 1944. – 1948. | Ante Antonelli     |
| 15.           | 1691. – 1704. | Šime Delić          | 43.           | 1863. – 1869. | Ante Blagdan          | 71.           | 1948. – 1949. | Fabian Kaštelan    |
| 16.           | 1705. – 1706. | Marko Bartul        | 44.           | 1869. – 1871. | Ivan Luka Balbi       | 72.           | 1949. – 1954. | Ivo Stipanov       |
| 17.           | 1706. – 1707. | Ivan Rudić          | 45.           | 1871. – 1871. | Sebastian Latzlberger | 73.           | 1956. – 1963. | Branko Šonja       |
| 18.           | 1708. – 1709. | Miho Franić         | 46.           | 1871. – 1873. | Krsto Blagdan         | 74.           | 1963. – 1970. | Rozario Šutrin     |
| 19.           | 1710. – 1713. | Šime Špar           | 47.           | 1873. – 1878. | Ante Maračić          | 75.           | 1970. – 1985. | Ante Ivanćev       |
| 20.           | 1713. – 1720. | Miho Šljačić        | 48.           | 1878. – 1881. | Vinko Miošević        | 76.           | 1985. – 1992. | Ratko Šešan        |
| 21.           | 1721. – 1723. | Ivan Rudin          | 49.           | 1882. – 1882. | Mijo Čurković         | 77.           | 1986. – 1992. | Anton Šuljić       |
| 22.           | 1724. – 1724. | Fabian Antonino     | 50.           | 1882. – 1900. | Pavao Zaneta          | 78.           | 1992. – 1995. | Ivan Mustać        |
| 23.           | 1724. – 1725. | Šime Vukojević      | 51.           | 1900. – 1902. | Ante Ivančević        | 79.           | 1992. – 1999. | Milenko Duvnjak    |
| 24.           | 1724. – 1725. | Mate Frakić         | 52.           | 1902. – 1904. | Mate Zorić            | 80.           | 1994. – 1995. | Mijo Stijepić      |
| 25.           | 1725. – 1731. | Pave Grdović        | 53.           | 1904. – 1906. | Pavao Košta           | 81.           | 1995. – 1996. | Pavao Šindija      |
| 26.           | 1727.-        | Pave Škarić         | 54.           | 1906. – 1920. | Josip Dunatov         | 82.           | 1999-2012     | Jerko Gregov       |
| 27.           | 1732. – 1734. | Mate Profaca        | 55.           | 1920. – 1921. | Zvonimir Kirigin      | 83.           | 2012.-        | Srečko Petrov      |
| 28.           | 1735. – 1737. | Šime Koščica        | 56.           | 1921. – 1921. | Šime Rašo             |               |               |                    |

## Zanimljivosti
Selo Bokanjac u okolici Zadra prava je farma zmija. Tu žive vješti lovci na poskoke, riđovke, modraše, brabore, cigulje i kako se sve ne zovu...Samo ove godine uhvaćeno je više od 3000 poskoka. Zmije iz Bokanjca odlaze u mnoge zemlje Evrope i Amerike. Od zarade mnogi su ljudi, hvatajući zmije, sagradili kuće i kupili namještaj. Godišnji promet iznosi oko 30 milijuna dinara. Otkupna stanica «Zadrugara» u Bokanjcu dobro plaća uhvaćene zmije, zelembaće, puževe, kornjače i guštere. Čudan je to svijet hrabrih lovaca.... - Arena 1962. godine.
- Najpoznatiji zmijolovci po narodnoj predaji bili su:

Šime Mrkić Jurin 1820-1896, Pave Mrkić Jurin 1826-1899, Mate Mrkić Šimin 1910-1990, Blajo Mrkić Pestić Vidov 1895-1991, Josip Matešić Šimin 1915-1995, Božo Dorut Mesnić Tadin 1914-1999, Vladimir Stanjar Kanjer Božin 1952- 
- Nazivi i povijesni toponimi pojedinih predjela u Bokanjcu:

Badnjine, Baredina, Baština, Blato, Blatski Gaj, Brig, Bunari, Cerodla, Cilj, Čekanje, Čeprljca, Čubrijan, Divljake, Doca, Drage, Draga, Duboka Doca, Dugaće, Gaj, Galice, Golo brdo, Gradina, Građa, Građine, Grajca, Grbice, Greblje, Grobnica, Kaluše, Kosa, Krivalište, Krševaštine, Krtelji, Kulašica, Lokvine, Meduša, Nerazine, Njive, Ograde, Orašac, Oštarije, Podanke, Podvornica, Polje, Prljavine, Procip, Profacinka, Ranče, Runjava Glavica, Segete, S(Z)gon, Standarac, Stara sela, Šegačuša, Šljakičke, Špadirovo, Trešnja, Ušljivac, Vanđelište, Vatuše, Velika Vlaka, Vlake, Virine, Vrela, Vrkešane, Vrtline, Zlokovnica

## Stanovništvo
Zbog pripadnosti samom naselju Zadar ne postoji odvojeni popis stanovništva, no prema popisima mjesne zajednice i župe možemo zaključiti da je broj stanovnika oko 2 tisuće.
| Sekularni popisi | Sekularni popisi | Sekularni popisi                                             | Popisi župnika | Popisi župnika |
| Godina           | Stanovništvo     | Izvor                                                        | Godina         | Stanovništvo   |
| ---------------- | ---------------- | ------------------------------------------------------------ | -------------- | -------------- |
| 1527.            | 105              | Veliki kapetan Zadra Zaharie Vallaressa                      | 1754.          | 326            |
| 1608.            | 170              | Knez Zadra Oktavian Mocenigo                                 | 1843.          | 306            |
| 1754.            | 113              | Vladislav C. «Pabirci iz prošlosti mjesta Bokanjca»          | 1856.          | 231            |
| 1840.            | 252              | Parochia di Bocagnazzo anno 1840.                            | 1873.          | 244            |
| 1871.            | 404              | Popis stanovništva Bokanjca 1871.                            | 1887.          | 350            |
| 1879.            | 326              | Vladislav C. «Pabirci iz prošlosti mjesta Bokanjca»          | 1898.          | 406            |
| 1903.            | 478              | Status animarum tomus I 1903.                                | 1900.          | 417            |
| 1913.            | 517              | Status personarilis et localis archidioec. Jadertiane, 1913. | 1904.          | 342            |
| 1920.            | 735              | Status animarum tomus II 1920.                               | 1908.          | 352            |
| 1949.            | 800              | Mate Hraste (Zadarski zbornik str. 446.)                     | 1911.          | 378            |
| 1988.            | 1112             | Popis punoljetnih osoba «Mj. zajednice» pred izbore 1990.    | 1974.          | 1023           |
|                  |                  |                                                              | 2000.          | 2000           |

Prezimena mještana Bokanjca od 1623. – 1820. godine « Matica krštenih i vjenčanih»
- Čuran-ić, Vranešić, Grbić, Petričić, Kulaš, Ligunić, Mišeta, Markić, Lakustra-ić, Miličević, Gubigrad, Vrančić, Rašlanin, Bulić, Krulić, Čović, Kovačević, Švenjak, Jahšić, Liponi, Glavanović, Belić, Erkov, Dražević, Žodan, Štulić, Butorčev, Bobanović, Dunda, Peštić, Šalina, Šenadić, Kučiper, Lakustra-ić, Mesnić, Marunić, Meštrović, Gunić, Bevanda (iz Karlo Baga, ne danjašnji), Banadić, Pavić (ne današnji), Jukić, Šikić, Kaner (Kanjer), Polaković, Gabrić, Portada, Filon, Savica, Ažić, Fabrić-ević, Savić, Krizman-ić, Štohera, Mateković, Šainović, Duničić, Dučić, Perić, Ivanov, Nikočević, Calović, Skroče, Marić, Milovac, Mihić, Šimac, Mirković, Hranić, Njegovan, Franić, Dorut, Šarić, Ma(ha)dić, Rukavina-Peštić

Napomena: Iz spiska je ispušteno nekoliko prezimena koje nije bilo moguće točno rekonstruirati zbog pohabanosti papir
Parochia di Boccagnazzo anno 1840. godine (Popis duša)
- Dražević, Žodan Perić, Kanjer, Dorut Mesnić, Madić Žunić, Mrkić, Meštrović, Peštić, Pavić, Ažić, Mateković, Čuran, Krizman, Franić, Letinić, Švenjak, Žunić Švenjak, Kokić, Bobeta, Nivić, Dorut, Ivanov, Perić, Skroče, Arbanas, Matijević, Petrić, Madić Rados

Status animarum 1871 Boccagnazzo (Popis duša)
- Vukić, Ažić, Čuran, Krizman, Švenjak Žunić, Gruban, Dorut, Kanjer, Perić Žodan, Bevanda-ić (iz Visoćana, danjašnji), Dražević, Bukvić, Dražević Matešić, Dorut Mesnić, Madić Rados, Ćustić, Mrkić, Meštrović, Pavić, Mrkić Peštić, Peštić, Perić, Matijević (Matijašević), Skroče, Kuljević (ali i Kuljerić), Barešić, Araš, Ter-barić, Katalinić, Lonzar, Paravel, Babić, Petrić

Status animarum 1903 Boccagnazzo, tomus I (Popis duša)
- Ažić, Bevandić, Bukvić, Ćustić, Dražević, Matešić, Durut, Katić Žodan, Kanjer, Križman Letinić, Matijašević, Mesnić, Meštrović, Mrkić, Pavić, Peštić, Mrkić Peštić, Perić, Rados, Švenjak, Trbović, Vukić, Žodan Perić, Katalinić, Zrilić, Skroče.

Status animarum tomus II 1920 godine (Popis duša)
- Ažić, Bevanda, Ćustić, Dražević, Durut, Jurac Perić, Katalinić, Kanjer, Katić, Krizman, Kuljević, Matešić, Matijašević, Mesnić, Meštrović, Mičić, Mrkić, Mrkić Pestić, Perić Žodan, Perić, Pestić, Rados, Savić, Skroče, Švenjak, Vukić, Zrilić, Pavić, Pović, Petrić.

Prezimena 1990. godine (popis birača mj. zajednice)
- Ažić, Biloglav, Barić, Božić, Barešić, Bevanda, Bakmaz, Batur, Bulić, Brkljaća, Bolić, Baković, Brković, Budiša, Čolak, Ćustić, Čeperković, Čagalj, Čurić, Čorak, Cota, Deša, Dražević, Durut, Duić, Dovranić, Dujela, Duhljaku, Dopuđ, Dužić, Dukić, Đukanović, Hranić, Hofman, Frkoljak, Fiveš, Jukić, Jurak, Jurica, Jurjević, Jakšić, Krizman, Klarin, Karlović, Kanjer, Krvavac, Klicar, Karamarko, Kvartuć, Knežić, Katić, Kaleb, Kucelin, Knežević, Krpina, Klarić, Lučić, Lala, Lacan, Lalić, Magaš, Matijašević, Mrkić, Mesnić, Matak, Meštrović, Milin, Miočić, Matić, Matešić, Miletić, Mikulec, Mrša, Matijević, Malenica, Morić, Novaković, Nešović, Narančić, Olić, Pestić, Pekić, Pavić, Pedišić, Perinović, Perak, Perković, Pera, Panić, Predovan, Petričević, Peranić, Perica, Parić, Radmanović, Relja, Roguz, Rnjak, Rados, Raljević, Ražov, Surjan, Smokrović, Sabljić, Sutlović, Strikić, Sendeš, Stumblić, Selenić, Šimičević, Švenjak, Štrbac, Škunca, Škara, Šerer, Šušak, Voronovski, Vuletić, Vučetić, Viduka, Vladika, Vukić, Vukoša, Troskot, Zović, Zović-Maljković, Zekić, Zrakić, Žodan, Živanović, Žepina.

Da su pravilni ortografski oblici Bokanjačkih prezimena (Peštić, Radoš, Krizmanić, Čuranić, Bevandić Kaner-ar, Ma(e)rkić...), dokazuju izvorni dokumenti glagoljskih matica pisani hrvatskim jezikom. Izostanak pojedinih slova s dijakritićnim znakovima nalazimo u svećenika latinaša često izmiješanim s talijanskim i latinskim jezikom. Tako nailazim na neke čudne znakove( ∫ ) koje tim svećenicima zamjenjuju slova ć,č,ž,š,..Takova nepravilnost prouzročila je iskrivljenost nekih prezimena ( Pestić, Rados, Krizman, Čuran, Bevanda, Kanjer, Mrkić) - Nino Pavić Vitomir, Rodoslovlja Bokanjačkih prezimena
- Godine 1900. zabilježen je najveći broj umrlih osoba zbog velike gladi, njih 31[25] od 416, a naročito je smrtnost bila visoka kod djece.  Niko Švenjak pok. Šime, crkvenar u Bokanjcu kaže: «Glad je bila užasna a godina nerodna»[23] Za uzrok smrti je zapisano: Nije ga pregledao doktor jer ga nema.[23]
- Već sam rekao da je prosjek bio 13 rođenih godišnje, međutim, kao i kod umiranja tako i kod rađanja imamo iznimke. Jedna od njih je godina 1914. i 1923. kad je u Bokanjcu rođeno 33 djece, malo njih je doživjelo starost, jer je polovica umrla u dobi od jedne do desete godine, petorica nisu živjela više od petnaest do dvadeset i pet godina. Slična je 1923 godina kad je rođeno isto 33 djece, nažalost s istom sudbinom. - Nino Pavić Vitomir, Rodoslovlja Bokanjačkih prezimena.

U 20. stoljeću je emigriralo 312 stanovnika Bokanjca

## Znamenitosti
- Na samom ulasku u Bokanjac stoji kapelica sv. Antuna Padovanskog.
- Kapelica sv. Marije nalazi se na raskrižju pred mjestom, nasuprot bivšeg vojnog objekta za predvojničku obuku. Narod taj lokalitet zove «kod sv. Ante». Kapelica je skromnih dimenzija, dar gospodina Onorata Crespia, zadarskog posjedika, župskoj crkvi u Bokanjcu 1924. godine. - Rozario Šutrin, Vjesnik zad. Nadbiskupije 3-4/2004.

U knjizi Rodoslovlja Bokanjačkih prezimena autor izlaže drugačiju teoriju i potkrepljuje je izvorima i svjedočanstvima:
- Međutim rado bi polemizirao sa njima [Zadarskim dekanatom] kad je riječ o kapelici sv. Antuna Padovanskog, tvrdim nekadašnje kapelice sv. Josipa [izgrađene 1458. godine[26]], koju je napravila, po priči, "nemoralna" mještanka Bokanjca kao zavit sv. Josipu. Po istoj priči crkvica dugo vremena nije bila blagoslovljena a niti priznata od crkvenih vlasti... Ako sada pogledamo ovo što slijedi nije teško zaključiti da je to kapelica sv. Josipa a da je dar Onorata Crespia više nego skroman, odnosno taj je gospodin renovirao kapelicu i napravio zid te 1924. godine. Don Blaž Karavanić župnik Bokanjca piše: «kapelica sv. Josipa popravljena 6. veljače 1924. god. a 7. ožujka 1924. godine je podignut zid oko iste». A da je samo popravljena a ne i izgrađena te 1924. godine svjedoči glagoljski natpis iz 1848. godine (na ulazu u kapelicu). Da bih razriješio sumnju kako ovo nije kapelica sv. Josipa, donosim jedan hvale vrijedan citat iz Status animarum 1903. godine: »Šime Zrilić ima kuću kod kapele sv. Josipa». Starijim mještanima je poznata gostionica u kući kod «Predvojničke» koju je imao Šime Zrilić. Zvala se «Kod Ćora» [što potvrđuje da su kapelica sv. Ante i sv. Josipa ista kapelica].

Bokanjačko blato
Sjeverno od Bokanjca nalazilo se Bokanjačko blato, zvano još i Unjakovo (Kunjakovo) blato, što je izvedeno iz pojma podzemni otvor, dok su ga sami mještani zvali Blato. Opseg jezera je varirao u ovisnosti o vodostaju, a prosječno je iznosio oko 10 kilometara te je bio prosječne površine od oko 400 hektara.
Godine 1437. zabilježeno je da je cijelo jezero isušilo i nestalo, a 527 godina poslije, godine 1964. trajno je isušeno zbog gradnje gradskog vodovoda te opskrbljivanja grada Zadra pitkom vodom. 
Bokanjačko blato bilo je idealno stanište mnogim vrstama gmazova i ptica, te su stanovnici Bokanjca generacijama živjeli od hvatanja zmija, žaba i pijavica koje su korištene u svrhu razvoja protuotrova i cjepiva te su se izvozile u mnoge europske države.                                                                                                                                                                                                                        

## Kultura
U Bokanjcu djeluje Kulturno umjetničko društvo (KUD) Konji i Bleke, koje okuplja mještane te organiziraju događaje poput Bokanjačke alke, izvode razne performanse konceptualne umjetnosti, snimaju video uratke od kojih su neki postali viralni na socijalnim mrežama te je njihov rad prepoznat na području cijeloga grada i okolice.
Društvo prijatelja Bokanjca jest udruga koja okuplja veliki broj mještana te je zaslužna za organizaciju događanja poput Bokanjac traži zvijezdu, raznih turnira u boćanju i streljaštvu, maškara, tradicionalnog dijeljenja poklona djeci za Badnjak, itd. Društvo održava prostorije na glavnom trgu Bokanjca koje su centar okupljanja mještana već dulje od stoljeća.